# Enneanectes jordani
Enneanectes jordani is een straalvinnige vissensoort uit de familie van drievinslijmvissen (Tripterygiidae). De wetenschappelijke naam van de soort is voor het eerst geldig gepubliceerd in 1899 door Evermann & Marsh.